# The Doughnut Vender
Pour plus de détails, voir Fiche technique et Distribution.

The Doughnut Vender (littéralement : La Vendeuse de beignets) est un film muet américain réalisé par Burton L. King, sorti en 1915.

## Fiche technique
- Titre : The Doughnut Vender
- Réalisation : Burton L. King
- Scénario : Florence Livingston
- Producteur : William Selig
- Société de production : Selig Polyscope Company
- Sociétés de distribution : General Film Company (États-Unis)
- Pays de production :  États-Unis
- Langue : Anglais
- Métrage : 300 m
- Format : Noir et blanc — 35 mm — 1,33:1 — Muet
- Genre : Film dramatique
- Durée : 10 minutes
- Date de sortie : 
  - États-Unis : 24 août 1915

## Distribution
- Eugenie Forde : Mme Morley, la vendeuse de beignets
- Robyn Adair : Pete Rose